# Carpacoce spermacocea
Carpacoce spermacocea là một loài thực vật có hoa trong họ Thiến thảo. Loài này được (Rchb. ex Spreng.) Sond. mô tả khoa học đầu tiên năm 1865.